# Catocala satanus
Catocala satanus là một loài bướm đêm trong họ Erebidae.